# Carmelo Fodaro
Carmelo Fodaro (Borgia, 1936) è un pittore e incisore italiano.

## Biografia
Carmelo Fodaro nasce a Borgia  nel 1936 da una famiglia di artisti ed artigiani. Sin da giovane è attratto dal disegno grazie all'attività paterna (di affrescatore e decoratore) e dello zio (grande disegnatore).
Si trasferisce a Roma, dove frequenta la Scuola Internazionale del Nudo presso l'Accademia di Belle Arti e i corsi di incisione della Scuola San Giacomo. Con altri artisti interessati alle tecniche grafiche, fonda nel 1975 il Centro d'Arte Architrave e dirige i corsi d'incisione e calcografia.
Nel 1977 è selezionato, con altri 80 pittori italiani, dalla Galleria d'Arte Moderna dei Musei Vaticani, che acquisisce l'opera presentata.
Il critico Fortunato Bellonzi nel gennaio 1979 segnala la sua attività di incisore e lo stesso anno Fodaro è invitato dalla Quadriennale d'Arte di Roma alla mostra di grafica italiana. Nel 1988 è presente nella mostra "Capolavori della Pittura Italiana a Tokyo". Negli anni '89 e '90 realizza il ciclo di sette pannelli "La Memoria del Tempo tra Mito e Storia" collocati nella Sala Consiliare del Comune di Borgia. Nel 1992, l'Assessorato alla Cultura del comune di Roma e la Giunta Regionale del Lazio realizzano la Mostra Antologica "Strategìe della Memoria" allestita al Museo di Roma in Palazzo Braschi. Nel 2004, invitato dall'Associazione Gallerìe d'Arte di Roma, allestisce la mostra "Mitologìa". Nel 2012 partecipa alla mostra "Omaggio a De Chirico" allestita in Campidoglio e poi itinerante a New York, Miami e Los Angeles. Vive a Roma e saltuariamente in Calabria (Borgia).

## Attività
Celebri sono le sue incisioni. Carmelo Fodaro si esprime con le tecniche del disegno dell'acquarello, dell'olio e dell'incisione.

## Opere nei musei e collezioni pubbliche
- Collezione d'Arte Religiosa Moderna dei Musei Vaticani, della Città del Vaticano con un olio in deposito del 1977.
- Museo d'arte di Avellino che espone l'opera 'Natura morta'.
- Pinacoteca Comunale Alfano di Saracena
- Museo -Palazzo Valentini - Roma
- Collez. Sala Consiliare Angri(Salerno)
- Collez. Palazzo Vidoni, Roma
- Collez. Sala Consiliare Borgia
- Collez. Aeroporto Internazionale, Lamezia Terme
- Collez. University of Central Queensland Rockhampton (Australia)
- Collez. Ministero Marina Mercantile, Roma
- Collez. Ministero delle Partecipazioni Statali, Roma